# Битка при Илипа
Битката при Илипа (Ilipa) се състои през Втората пуническа война. Тя слага край на господството на Картаген в Испания.
Римляните побеждават през 206 пр.н.е. картагенците при Илипа (или Silpia), на 10 км северно от днешна Севиля. Сципион Африкански командва дясното крило на римската войска против картагенската войска с командири Магон Барка (брат на Ханибал) и Хасдрубал.
За победата допринасят и Марк Юний Силан и Луций Марций Септим, които командват като подгенерали лявото крило на войската. Тази победа прекратява картагенското владение на Испания.